# Robert Enrico
Robert Enrico (* 13. April 1931 in Liévin; † 23. Februar 2001 in Paris) war ein französischer Filmregisseur italienischer Abstammung. Sein Film Das alte Gewehr mit Romy Schneider wurde 1976 mit dem César gekrönt.

## Leben
Robert Enrico absolvierte eine Ausbildung an der Filmhochschule IDHEC (Institut de Hautes Études Cinématographiques); im Anschluss daran war er bei einer Filmeinheit der französischen Armee tätig. Nach der Armeezeit drehte er Dokumentarfilme für das Fernsehen. Er bekam 1962 die Goldene Palme (Bester Kurzfilm), einen BAFTA (Bester Kurzfilm) und den Oscar (Bester Kurzfilm) für den Kurzfilm La rivière du hibou. Sein erster abendfüllender Spielfilm war La belle vie von 1963.
Ab Mitte der 1960er Jahre drehte er eine Reihe von erfolgreichen Spielfilmen mit bekannten französischen Kinostars, die kommerziell konzipiert waren, aber engagiert und solide gemacht. Sie waren oft mit einem romantisch-lyrischen Grundton versehen, einem Kennzeichen seiner Filme. Kinounterhaltung auf hohem Niveau war stets sein Anliegen.
Höhepunkte seiner Laufbahn waren: In Die Abenteurer werden Alain Delon, Lino Ventura, Joanna Shimkus und Serge Reggiani zur Kinolegende in einer wildromantischen Schatzsuche mit dramatischem Ende. In Ho! Die Nummer eins bin ich von 1968 ist Jean-Paul Belmondo ein chancenloser Underdog mit Ambitionen zum Gangster. Lino Ventura und Brigitte Bardot traten in Die Rumstraße in Humphrey Bogarts Spuren. Romy Schneider gab die wirklichkeitsnahe Darstellung eines Naziopfers in Das alte Gewehr, und Philippe Noiret spielte ihren Ehemann, der Rache nimmt.
Enricos Figuren befinden sich häufig in Extremsituationen oder am Scheideweg, der ihnen alles abverlangt. Nicht immer kommen sie an ihr Ziel; der Tod ist meistens schneller. So im Film La derniere Mission, in dem Antoine de Saint-Exupéry elegisch den Verlust seiner Luftfahrtkameraden Revue passieren lässt, bevor er seinen letzten Flug in der P-38 Lightning antritt.
Seine Filme bergen einen reichen Schatz an französischen Abenteuer- und Gangsterfilmmythen. Oft arbeitete er mit José Giovanni am Drehbuch. Sein professioneller Stil passte gut zu den bevorzugten Geschichten rund um die Themen Freundschaft, Abenteurertum, Fliegerei, kleine Freiheiten im Alltag, Gangstergeschichten, aber auch zu klassischen Themen wie der französischen Revolution.
Enricos liebevoll gezeichneten Charaktere sind nicht selten gesellschaftliche Außenseiter. Oft ist in seinem Werk eine geistige Verwandtschaft zu anderen Regisseuren wie Jean-Pierre Melville, Claude Sautet, Jacques Becker oder Philippe de Broca erlennbar.
Sein Sohn Jérôme Enrico ist ebenfalls Regisseur.

## Filmografie (Auswahl)
- 1962: La rivière du hibou
- 1962: Am Herz des Lebens (Au cœur de la vie)
- 1963: Das schöne Leben (La belle vie)
- 1965: Die großen Schnauzen (Les grandes gueules)
- 1966: Die Abenteurer (Les aventuriers)
- 1968: Ho! Die Nummer eins bin ich (Ho!)
- 1971: Die Rumstraße (Boulevard du rhum)
- 1972: Die kleinen Bosse (Les caids)
- 1974: Das Netz der tausend Augen (Le sécret)
- 1975: Das alte Gewehr (Le vieux fusil)
- 1979: Giganten der Landstraße (L’empreinte des géants)
- 1980: Auch Mörder haben schöne Träume (Pile ou face)
- 1983: Der Schrei nach Leben (Au nom de tous les miens)
- 1986: Death Town (Zone rouge)
- 1987: Brennender Sommer (De guerre lasse)
- 1989: Erster Teil von Die Französische Revolution (La Révolution française: les Années lumière)
- 1993: Vent d’est
- 1996: Saint-Exupéry: La dernière mission
- 1999: Fait d’hiver

## Auszeichnungen
- 1963: Prix San Sebastián als Bester Regisseur, Festival Internacional de Cine de San Sebastián, für Am Herz des Lebens
- 1963: Nominierung für das beste Erstlingswerk, Internationale Filmfestspiele von Venedig 1963, für Das schöne Leben
- 1964: Prix Jean Vigo für Das schöne Leben
- 1976: César, Bester Film, für Das alte Gewehr
- 1976: César-Nominierung, Beste Regie, für Das alte Gewehr
- 1976: César-Nominierung, Bestes Drehbuch, für Das alte Gewehr
- 1984: César-Nominierung, Bestes adaptiertes Drehbuch, für Der Schrei nach Leben